# BRCA1
BRCA1  (krajšava za breast cancer 1, angl. rak dojke 1) je prvi odkriti gen dovzetnosti za raka dojke. Gre za tumor zavirajoči gen, ki zapisuje beljakovino tipa 1 dovzetnosti za raka dojke, odgovorno za popravljanje napak v DNK. Prve dokaze o obstoju tega gena je predložila ameriška genetičarka Mary-Claire King leta 1990, čez štiri leta pa so ga uspeli tudi prvikrat klonirati.
Gen BRCA1 se izraža v celicah dojke in drugih tkivih, kjer pomaga pri popravljanju celične DNK ali pa povzroči celično smrt, kadar popravek DNK ni več mogoč. Če je okvarjen sam gen, se napake v DNK ne popravijo ustrezno, s čimer se poveča tveganje za vznik raka.
V 5 do 10 % vseh primerov raka dojke gre za dedno obliko bolezni in od vseh dednih rakov dojk so ti posledica mutacij v genu BRCA1 v približno 20 do 40 % (v genu BRCA2 v 10 do 35 %). Pojavnost raka dojk je pri nosilkah/-cih mutacij v genu BRCA1 okrog 50 %, pri njih pa je povečano tudi tveganje za nastanek raka jajčnika, debelega črevesa in prostate.

## Lokacija gena
Humani gen BRCA1 se nahaja na dolgem kraku kromosoma 17, na regiji 2 in pasu 1 (od baznega para 38.429.551 do baznega para 38.551.283(karta)). Ortologe BRCA1 so identificirali pri večini sesalcev, za katere so na voljo celotni genomi.

## Zgradba beljakovine
Beljakovina BRCA1 vsebuje naslednje domene:
- cinkov prst, tip C3HC4 (prst RING)
- domena BRCA1 C-konec

Beljakovina vsebuje tudi motiv jedrnega lokalizacijskega signala in motiv jedrnega izvoznega signala.